# Campeonato Mundial de Patinaje de Velocidad sobre Hielo de 2002
El XCVI Campeonato Mundial de Patinaje de Velocidad sobre Hielo se celebró en Heerenveen (Países Bajos) del 15 al 17 de marzo de 2002 bajo la organización de la Unión Internacional de Patinaje sobre Hielo (ISU) y la Real Federación Neerlandesa de Patinaje sobre Hielo.
Las competiciones se realizaron en el estadio Thialf. Participaron en total 48 patinadores de 13 países.

## Resultados

### Masculino
| Evento                        | Oro                                                        | Plata                                    | Bronce                                  |
| ----------------------------- | ---------------------------------------------------------- | ---------------------------------------- | --------------------------------------- |
| 500 m (15.03)                 | Peter Andersen · Noruega · Dmitri Shepel · Rusia · 36,39 s | —                                        | Derek Parra Estados Unidos 36,47 s      |
| 1500 m (16.03)                | Dmitri Shepel · Rusia · 1:48,44                            | Derek Parra Estados Unidos 1:48,56       | Dustin Molicki · Canadá · 1:49,49       |
| 5000 m (15.03)                | Jochen Uytdehaage · Países Bajos · 6:30,27                 | Gianni Romme · Países Bajos · 6:30,40    | Cerl Verheijen · Países Bajos · 6:32,50 |
| 10 000 m (17.03)              | Jochem Uytdehaage · Países Bajos · 13:27,25                | Carl Verheijen · Países Bajos · 13:34,30 | Paweł Zygmunt · Polonia · 13:35,18      |
| Clasificación general (17.03) | Jochem Uytdehaage · Países Bajos · 152,482 pts.            | Dmitri Shepel · Rusia · 153,116 pts.     | Derek Parra Estados Unidos 153,661 pts. |

### Femenino
| Evento                        | Oro                                       | Plata                                  | Bronce                                      |
| ----------------------------- | ----------------------------------------- | -------------------------------------- | ------------------------------------------- |
| 500 m (15.03)                 | Jennifer Rodriguez Estados Unidos 38,59 s | Cindy Klassen · Canadá · 39,26 s       | Anni Friesinger · Alemania · 39,45 s        |
| 1500 m (16.03)                | Anni Friesinger · Alemania · 1:56,43      | Cindy Klassen · Canadá · 1:56,88       | Jennifer Rodriguez Estados Unidos 1:57,71   |
| 3000 m (16.03)                | Anni Friesinger · Alemania · 4:08,02      | Claudia Pechstein · Alemania · 4:09,32 | Cindy Klassen · Canadá · 4:11,20            |
| 5000 m (17.03)                | Claudia Pechstein · Alemania · 7:01,31    | Cindy Klassen · Canadá · 7:04,86       | Anni Friesinger · Alemania · 7:06,64        |
| Clasificación general (17,03) | Anni Friesinger · Alemania · 162,260 pts. | Cindy Klassen · Canadá · 162,472 pts.  | Claudia Pechstein · Alemania · 163,114 pts. |

## Medallero
- Solo se otorgan medallas en la clasificación general.

| Núm. | País           | Oro | Plata | Bronce | Total |
| ---- | -------------- | --- | ----- | ------ | ----- |
| 1    | Alemania       | 1   | 0     | 1      | 2     |
| 2    | Países Bajos   | 1   | 0     | 0      | 1     |
| 3    | Canadá         | 0   | 1     | 0      | 1     |
| 3    | Rusia          | 0   | 1     | 0      | 1     |
| 5    | Estados Unidos | 0   | 0     | 1      | 1     |
|      | TOTAL          | 2   | 2     | 2      | 6     |